# Бенджин
Бѐнджин (на полски: Będzin; на немски: Bendzin) е град в Южна Полша, Силезко войводство. Административен център е на Бенджински окръг. Обособен е в самостоятелна градска община с площ 37,37 км2.

## География
Градът е историческа столица на областта Заглембе Домбровске (Малополша). Разположен край река Чарна Пшемша в географския макрорегион Силезийско плато. Отстои на 13 км североизточно от войводския център Катовице, на 6,1 км северно от центъра на Сосновец и на 5,9 км западно от центъра на Домброва Гурнича.

## История
Най-ранното споменаване на селището датира от 1301 година. През 1655 година града е разрушен от шведите.
Според третата подялба на Жечпосполита през 1795 година Бенджин е даден на Прусия а след 1815 година влиза в състава на руската територия Кралство Полша.

## Население
През 1827 г. града има 256 къщи с 2 254 жители. В 1858 г. има 361 къщи с 4 140 жители, от тях 2 445 евреи. Към 1880 г. в Бенджин има 365 къщи с 6 090 жители, от които 1 403 християни и 4 687 евреи.
Според данни от полската Централна статистическа служба, към 1 януари 2014 г. населението на града възлиза на 58 425 души. Гъстотата е 1 563 души/км2.
Демография:
- 1360 – 240 души
- 1510 – 1400 души
- 1673 – 346 души
- 1789 – 1200 души
- 1852 – 3858 души
- 1901 – 30 124 души
- 1910 -50 500 души
- 1918 – 30 259 души
- 1939 – 52 000 души
- 1945 – 25 600 души
- 1960 – 39 000 души
- 1979 – 78 800 души
- 1990 – 75 400 души
- 2000 – 59 719 души
- 2009 – 58 726 души

## Административно деление
Административно градът е разделен на 8 района (джелнице):
- Варпе
- Гжихов
- Гроджец
- Ксавера
- Лагиша
- Малобондз
- Сиберка
- Шрудмешче

## Градове партньори
- Татабаня, Унгария
- Ижевск, Русия
- Кайшядорис, Литва

## Фотогалерия
- Замъкът
- Църква „Св. Троица“
- Градската библиотека
- Дворец „Мерошевски“